# Ivan Boesky
Ivan Frederick Boesky (6. března 1937, Detroit – 20. května 2024, La Jolla) byl americký obchodník s cennými papíry, který se nechvalně proslavil svou významnou rolí ve skandálu s obchodováním zasvěcených osob (insider trading), k němuž došlo ve Spojených státech v polovině 80. let 20. století. Byl obviněn a uznán vinným z obchodování zasvěcených osob, dostal rekordní pokutu 100 milionů dolarů a stal se informátorem.

## V populární kultuře
Postava Gordona Gekka ve filmu Wall Street (1987) je přinejmenším zčásti založena na Boeskym, zejména pokud jde o jeho slavný projev o pozitivních aspektech chamtivosti, který pronesl v květnu 1986 při slavnostním zahájení studia na Haas School of Business na Kalifornské univerzitě v Berkeley, kde částečně řekl: "Myslím, že chamtivost je zdravá. Můžete být chamtiví a přitom se cítit dobře".
Boesky se objevil v dokumentu televize CNBC s názvem The Empires of New York.
Na Boeskyho odsouzení se na různých místech odkazuje televizní film Barbarians at the Gate (Barbaři u bran).
Odkazuje na něj i The 80s Guy v epizodě "Future Stock" seriálu Futurama.